# Lagoa (Algarve)
Lagoa – miejscowość w Portugalii, leżąca w dystrykcie Faro, w regionie Algarve w podregionie Algarve. Miejscowość jest siedzibą gminy o tej samej nazwie.

## Geografia
Gmina Lagoa graniczy od północy i wschodu z gminą Silves, od zachodu z Portimão, a od południa z Oceanem Atlantyckim. 
Gmina Lagoa jest bogata w plaże. W ciągu ostatnich dekad znacznie poprawiła się ich infrastruktura i dostępność dla ruchu turystycznego, a oprócz tego jakość wody i środowiska naturalnego. Dzięki temu mogą z powodzeniem konkurować z bardziej znanymi plażami w Portimão i Albufeirze. 
Poniżej lista największych plaż:
- Praia de Albandeira
- Praia da Angrinha
- Praia do Barranco
- Praia do Barranquinho
- Praia de Benagil
- Praia dos Beijinhos
- Praia dos Caneiros
- Praia do Carvalho
- Praia de Carvoeiro
- Praia da Corredoura
- Praia da Cova Redonda
- Praia de Ferragudo
- Praia Grande
- Praia da Malhada do Baraço
- Praia da Marinha
- Praia do Mato
- Praia da Mesquita
- Praia do Molhe
- Praia Nova
- Praia de Nossa Senhora da Rocha
- Praia do Pau
- Praia do Pintadinho
- Praia dos Tremoços
- Praia do Vale de Centeanes[2][3]

## Demografia
| Liczba ludności gminy Lagoa (1801–2011) | Liczba ludności gminy Lagoa (1801–2011) | Liczba ludności gminy Lagoa (1801–2011) | Liczba ludności gminy Lagoa (1801–2011) | Liczba ludności gminy Lagoa (1801–2011) | Liczba ludności gminy Lagoa (1801–2011) | Liczba ludności gminy Lagoa (1801–2011) | Liczba ludności gminy Lagoa (1801–2011) | Liczba ludności gminy Lagoa (1801–2011) | Liczba ludności gminy Lagoa (1801–2011) |
| --------------------------------------- | --------------------------------------- | --------------------------------------- | --------------------------------------- | --------------------------------------- | --------------------------------------- | --------------------------------------- | --------------------------------------- | --------------------------------------- | --------------------------------------- |
| 1801                                    | 1849                                    | 1900                                    | 1930                                    | 1960                                    | 1981                                    | 1991                                    | 2001                                    | 2004                                    | 2011                                    |
| 4 913                                   | 8 232                                   | 12 135                                  | 13 088                                  | 13 846                                  | 15 635                                  | 16 780                                  | 20 651                                  | 22 658                                  | 22 975                                  |

## Sołectwa
Sołectwa gminy Lagoa (ludność wg stanu na 2011 r.):
- Carvoeiro – 2721 osób
- Estômbar – 4985 osób
- Ferragudo – 1973 osoby
- Lagoa – 7266 osób
- Parchal – 4019 osób
- Porches – 2011 osób